# Будівництво 16 і ВТТ
Будівництво 16 і ВТТ — підрозділ, що діяв в структурі управлінь промислового будівництва і виправно-трудових таборів СРСР.
Організований 06.07.48;

закритий 14.05.53 (перейменований в Китойський ВТТ).

## Підпорядкування і дислокація
- ГУЛПС (рос. Главпромстрой) з 06.07.48;
- ГСНС (рос. Главспецнефтестрой) з 06.10.51;
- ГУЛАГ МЮ з 02.04.53.

Дислокація: Іркутська область, р-н ст. Китой;

м. Іркутськ, вул. Литвина, буд. 1;

м. Ангарськ.

## Виконувані роботи
- будівництво комбінату 16 Главгазтоппрома в р-ні ст. Китой,
- будівництво Чорногорського заводу гідрування до 10.11.50,
- будівництво Усольського цегельного заводу,
- житлове будівництво,
- будівництво водозабору, ремонтно-механічного заводу, заводів мінеральної пробки, феробітумінозних плит, пінобетону, авторемонтного цеху та цеху металоконструкцій,
- будівництво ТЕЦ, водопроводу і каналізації, кисневого заводу,
- будівництво автомобільних доріг і залізниць, шляхопроводів, вуглезбагачувальної ф-ки, паровозо-вагонного депо,
- лісозаготівельні роботи,
- соціальне культурно - побутове будівництво в Ангарську, селищах Майськ та ім. Куйбишева,
- будівництво барж на Шуміловській судноверфі, обслуговування цегельного заводу в Улан-Уде, Делюрського гіпсового рудника, підсобне с/г і риболовецький промисел.